# Schönermark (Land Ruppin)
Schönermark település Németországban, azon belül Brandenburgban. Lakosainak száma 435 fő (2023. december 31.).

## Népesség
A település népességének változása:
| Lakosok száma | 451  | 449  | 441  | 449  | 435  |
|               | 2017 | 2019 | 2021 | 2022 | 2023 |